# José Márquez (Venezolaans wielrenner)
José Márquez (19 februari 1991) is een Venezolaans wielrenner.

## Carrière
In 2014 was Márquez dicht bij zijn eerst UCI-overwinning toen in de vijfde etappe van de Ronde van Venezuela enkel Alexander Gómez sneller was. Een jaar later werd hij negende in het nationale kampioenschap tijdrijden en twaalfde in de wegwedstrijd. In 2018 behaalde hij zijn eerste overwinning: in de zesde etappe van de Ronde van Táchira kwam hij solo als eerste over de finish.

## Overwinningen
2017
6e etappe Ronde van Táchira